# وارد شامبرلن
وارد شامبرلن (بالإنجليزية: Ward Chamberlin)‏ هو مدير أمريكي، ولد في 4 أغسطس 1921، وتوفي في 23 فبراير 2017.